# マリナー・エクルズ
マリナー・エクルズ（Marriner Stodderd Eccles、1890年9月9日 - 1977年12月12日）は、アメリカ合衆国の実業家、銀行家。1934年から1948年まで連邦準備制度理事会(FRB)の議長を務めた。

## 生涯

### 誕生から父の死まで
ユタ州ローガンに生まれた。父親のデヴィッドはモルモン教の移民基金によってスコットランドのグラスゴーからユタ州に移り住んだ移民で、マリナーが生まれたときは伐木事業などを経営していた。母親のエレンも移民の家系である。当時のモルモン教は重婚を禁止していなかったため、エレンはデヴィッドにとって2人目の妻である。2人の間には男子4人、女子5人の子供が生まれ、マリナーは長男であった。
マリナーが生まれてから、父デヴィッドは木材会社や製糖会社を作り、事業規模を拡大していった。マリナーも8歳から木材会社で仕事を手伝い、賃金を得ていた。11歳になって100ドルの貯金ができたマリナーは、父から木材会社の株を1株売ってもらい、資本家となった。
15歳になったとき、ブリガム・ヤング・カレッジに入学し、1909年6月に卒業した。同年12月、モルモン教会から、モルモン教宣教団として布教活動するよう命じられ、スコットランドのグラスゴーに渡った。現地では日曜日に公園に行って布教を続けたが、改宗者はあまり得られなかった。
1912年5月、2年2カ月の布教活動を終えて帰国してからは、父の仕事を手伝った。しかし同年12月、父デヴィッドは63歳で死去した。マリナーが22歳のときである。

### 実業家としての成功
父の死後、マリナー・エクルズ（以後エクルズと呼ぶ）はエクルズ・インベストメント・カンパニーを設立し、遺産の一部（7分の2）を管理した。また1913年には、グラスゴーで知り合ったメイ・キャンベル・ヤングと結婚した。エクルズは同年、ハイラム州法銀行の社長になり、また、ザッチャー・ブラザーズ・バンキングの副社長になった。1919年にはセゴ乳製品会社を買収した。
エクルズ・インベストメント・カンパニーは順調に収益を上げていた。一方、父デヴィッドの最初の妻の息子も、遺産を元にデヴィッド・エクルズ・カンパニーを作っていたが、経営はうまくいっていなかった。そのためデヴィッド・エクルズ・カンパニーは自社の保有する株式を売却していっており、結果的に、同社が経営する木材会社の株の28％はエクルズ・インベストメント・カンパニーが保有することになった。そこでエクルズは他の株主も味方につけて、デヴィッド・エクルズ・カンパニーに対し、自分たちの株を買い取るか、社長が辞任するか、どちらかにせよと迫った。デヴィッド・エクルズ・カンパニーは、自らが保有する銀行株などを利用してエクルズたちの株を買い取った。
この取引により、エクルズはオグテン・ファースト・ナショナル・バンクとオグデン・セイビングス・バンクの頭取になった。2行を合わせると市内で最大の銀行になる。1925年にはユタ州銀行協会の会長となり、さらに1928年、多くの銀行の持ち株会社であるファースト・セキュリティ・コーポレーションを設立して社長になった。
こうしてエクルズは大富豪になり、大恐慌前の1929年には、銀行、ホテル、乳製品会社、製材会社などの社長の地位に就き、さらに製糖会社、土建会社、鉄道会社、石炭会社、農具会社、電力会社などの重役にもなっていた。

### 大恐慌への対応
1929年から始まる世界恐慌は、エクルズの会社にも大きな打撃を与えた。始めのうち、エクルズや周りの人々は、この危機はほんの一時的なもので、すぐに経済は元通りになると思っていた。しかし事態は悪化する一方だった。エクルズは当時の状況を次のようにつづっている。
しかしそうはいってもエクルズの銀行は財政的にまだ余裕があった。さらにエクルズは資金を借り入れ、逆に貸し付けは減らして現金を確保した上で、様々な手法で危機を乗り越えていった。
まず1931年、オグデンにあるオグデン・ステート・バンクが取り付けにあって休業したとき、同地にあるエクルズの銀行には預金の引き出しを求める人々が押し寄せて混乱していた。そこでエクルズは預金者に対し、本日は営業終了時間の3時を過ぎても対応するから興奮しなくて良いと告げ、さらに、ちょうど連邦準備銀行から現金輸送車が来ていたのでそのことを預金者に報告し、そのうえ、連邦準備銀行はもっと多くの現金を持っていると言って人々を安心させた（ただし、エクルズの銀行がその現金を入手できるとは言わなかった）。こうしてエクルズはオグデンでの取り付けを避けることができた。
1932年2月には、ソルトレイクシティにあるデザレット・セイビング・バンクとデザレット・ナショナル・バンクが倒産の危機にあるとのうわさが流れた。両行が倒産すればエクルズの銀行にも悪影響が及ぶ。しかしどうやらデザレット・ナショナル・バンクの方は倒産間近といった状況ではないということが分かったため、エクルズは同行を買収して、ファースト・セキュリティ・コーポレーション傘下の銀行と合併させることにした。信用されているファースト・セキュリティ・コーポレーションの傘下に置くことで同行は取り付けをまぬがれ、また同行はその後、デザレット・セイビング・バンクの過半数の預金を引き受けて対応にもあたった。
1932年8月にはアイダホのホイセで危機が起こったが、エクルズの銀行はファースト・セキュリティ・コーポレーション傘下の銀行から現金をかき集め、銀行の壁に、「貴方のお金はここにあります。ご来店の上お持ち帰りください」と書くことで混乱を鎮めた。

### 不況に対する理解
危機を乗り切ったエクルズは、改めてこの不況について考えるようになった。自分たちは現金を集めて貸し付けを抑えた。それは自分たちの銀行を救うためであったが、結局のところその行動は、地域の企業の資金繰りを悪化させることにつながる。つまり、個人的救済を求めて集団的破滅を招くことになると考えたのである。
一方、当時の経済学者や財界人は、デフレ不況で物価や金利が下がれば、お金を持っている人が新たな技術に投資を始めるから、経済は自然に回復すると主張していた。しかしエクルズは、そうとはとても思えなかった。そもそもそのような投資は、社会が繁栄し、人々が生活必需品以上の物を買えるようになったときに起こる。ところが1930年代のアメリカでは、生活必需品すら買えないような人が何百万人もいる。このような状態でどうして新たな技術の発展が望めるのだろうか。
エクルズは、彼らが「経済は自然に回復する」などと言っているのは、経済の仕組みを変えられると彼らが損をするからだろうと考えた。そして現在は、大きな経済力を持った人が影響力を持ちすぎているとした上で、
と主張した。そして不況から抜けられる唯一の道は、「購買力を必要としている人民の手にそれを与える政府の活動を通してである」と考えた。

### 財務省入り
1933年2月、上院金融委員会は、産業界や農業関係者、労働者を招き、不況対応策のための公聴会を開いた。エクルズもそこに招かれた。他の財界人が不況対策として財政の均衡化を説いていたのに対し、エクルズは失業者・貧民対策、公共投資、富裕層に対する所得税や相続税の増税などを訴え、注目を引いた。
その翌月、フランクリン・ルーズベルトが大統領に就任した。ルーズベルトは後にニューディール政策を打ち出し積極的な経済政策を推し進めることになるが、就任当初の考えはむしろ逆で、前任者のフーバーに近かった。就任直後には予算教書を発表したが、その内容は、不況の原因の1つは政府が出した赤字であるというもので、政府の支出を減らし財政を均衡させることで景気は回復するとうたっていた。新聞はこれを賞賛したが、エクルズは、これでは景気はますます悪くなると考え、自らの主張を政府に訴え続けた。
1933年12月、ウィリアム・ウッディン財務長官が病気で辞任し、ヘンリー・モーゲンソウが財務長官となった。モーゲンソウはエクルズを呼び出し、意見交換をした結果、自分の補佐官になるよう告げた。エクルズはこれを引き受け、1934年2月から財務省に入り特別補佐官となった。
財務省でエクルズは、連邦住宅局（FHA）法案の成立などに取り組んだ。また財務省入りする直残の1934年1月、大統領は予算メッセージを発表したが、これは今まで自らが主張していた均衡予算からは逸脱したものになっていた。

### FRB議長に
1934年6月、連邦準備制度理事会議長のユージン・ブラックが辞任した。モーゲンソウはルーズベルト大統領に、後任議長としてエクルズを薦めた。大統領から呼び出されたエクルズはいくつかの条件付きでこの職を引き受けた。
エクルズが出した条件とは、今まで連邦準備銀行が行っていた公開市場操作をワシントンの連邦準備制度理事会で行うようにすること、各地区の連邦銀行の会長職を廃止してその権限を総裁が持つようにすることなどであった。要するにこれは、ワシントンの連邦準備局の力を強め、ニューヨークの連邦準備銀行の力を弱めることだったので、反対する意見も多かった。しかしエクルズは、経済学者のラフリン・カリーを助手につけ、自らの主張を押し進めた。1935年8月には、新しい銀行法（1935年銀行法）を成立させた。
この銀行法の主な内容は以下のとおりである。
- 連邦準備局を改組して、7名の連邦準備制度理事を置く
- 理事7名と各地区の連邦準備銀行代表5名で公開市場政策委員会を組織する
- 理事会の決定で預金準備率を変更できるようにする
- 連邦準備銀行の、加盟銀行に対する貸し出しをより自由にする
- 不動産融資の規制を緩和する

そして新法に基づいて新たに連邦準備制度理事が選ばれ、エクルズは再び理事長となった。

### 景気後退期の対応
ルーズベルト大統領によるニューディール政策によりアメリカ経済は回復を続けていたが、1937年の途中から景気は再び悪化していった。
エクルズは景気対策として住宅ローンの金利引き下げなどを大統領に提案し、これは1937年末に議会で可決された。そしてさらに大規模な財政支出も主張したが、こうしたエクルズの考えには財政均衡論者からの反論も多かった。
その代表がハリー・F・バード上院議員である。彼は財政支出の拡大という「浪費」を続けるのは「狂気の沙汰」であるから、この経済政策は「悲惨な失敗」だったとしてエクルズを批判した。これに対しエクルズは、いままでの政府の投資は浪費ではないと述べ、さらに、我々が仮に債務を清算したとすればデフレが生じる、今まで公的・私的な債務が増えることなく繁栄したことはない、と主張した。またバード議員は、現在のアメリカでは国民1人当たりの債務が430ドルに達していて、この借金は自分たちの子供や孫が返さなければならないと主張していたが、エクルズは、この債権を持っているのはアメリカ国民なのだから、国民全体が国民全体から借金しているようなものだと反論した。

### 戦時中の経済対策
太平洋戦争が起こると、戦費を調達する必要性が高まった。しかしその戦費調達方法を決めるにあたって、エクルズはモーゲンソウ財務長官と対立するようになった。
一方、1942年ごろからアメリカではインフレ傾向が明確になってきた。エクルズはこれに対処するため、購買力を抑制させ、歳入については国債の割合を減らし、税金の割合を増やすよう主張した(出口戦略)。しかしこれについても財務省は反発し、結果としてエクルズの意見はあまり取り入れられなかった。
またこの時期、エクルズはブレトン・ウッズ協定締結のための交渉に参加し、ケインズとも激しくやり合ったが、エクルズの自伝には全く記述が無く詳細は不明である。

### FRB議長辞任
戦後、アメリカでは労働者の賃金上昇、配給制限の撤廃、価格統制の事実上の撤廃などにより、物価が上昇し戦後インフレとなった。政府は同時に、超過利得税の廃止にも取り組んだが、これはインフレを招くため、エクルズは反対してフレデリック・ヴィンソン財務長官にもその旨を伝えた。しかしハリー・S・トルーマン大統領は1945年11月、超過利得税の廃止を議会に要請し、可決された。
連邦準備制度理事会は1947年、インフレ抑制のための特別準備金利制度を提案した。これはすべての銀行に準備金という形で現金や国債などを持たせるというもので、エクルズは、この政策によって銀行信用の過度な膨張が防げると説いた。しかし銀行はこれに反対し、財務省も賛同しなかったため、このときはこの案は受け入れられなかった。
エクルズと財務省の関係は良いとはいえなかった。このような状態の中、エクルズのFRB議長としての任期が1948年2月に迫ってきていた。1月、トルーマン大統領はエクルズと面会し、エクルズを議長として再任しないことを告げた。エクルズは驚き、どうして再任しないのかと尋ねた。大統領は、エクルズには理事としては残って欲しいし、副議長にも任命するつもりであると言った。再任しない理由については答えなかった。
エクルズは納得がいかず、再任されないのであれば理事も辞任しようかと悩んだが、最終的には、やはり副議長として理事に留まることを決め、大統領に手紙を出してそう伝えた。
ところがその副議長の辞令がいつまで待っても来なかった。エクルズは5月26日、大統領あてにまた手紙を出し、これ以上煩わせないようにと、副議長への任命を辞退することを告げた。
この事件の真相は定かでないが、エクルズ本人は、トルーマン大統領の決定はジアニーニ銀行閥から来ていると推測している。ジアニーニ銀行閥とはカリフォルニアを本拠としている財閥で、西部の銀行を次々と合併しており、独占禁止法違反の問題を起こしていた。そして連邦準備制度は同財閥の合併申請に反対していた。一方、財務長官のジョン・スナイダーと、大統領がかつて属していた委員会の顧問であるサミュエル・スチュアートは、ジアニーニ銀行閥と深いかかわりを持っていた。

### アコード
エクルズは議長退任後、一理事として連邦準備制度に留まった。この頃、連邦準備制度は財務省の要請により、銀行などから政府証券を無制限に買い上げる政策をとっており、その影響もあって1950年から再びインフレになっていた。連邦準備制度はこの件に関して財務省を批判し、財務省と連邦準備制度との関係はますます悪化していった。
1951年1月18日、財務長官スナイダーは声明を出し、長期国債の2.5%という金利は公正・正当であり、市場の安定は不可欠だから、「トルーマン大統領とFRBのマカベ議長との合同会議の結果として、新規資金調達債権の借り換えは、前述の金利の枠内で行うと決定した」と発表した。
この声明はFRBに衝撃を与えた。というのも、実際には、マカベ議長はそのような決定などしていなかったのである。この声明は他でも波紋を広げ騒ぎとなった。1月31日、トルーマン大統領は連邦公開市場委員会を集め、国債問題などについて話し合った。
翌日、「会談の結果、連邦準備制度は国債の価格維持政策を継続することに同意した」とのニュースがホワイトハウスと財務省から流れた。しかしこの時も、連邦準備制度は実際にはそのような同意などしていなかった。したがって、新聞社からこの件を尋ねられたエクルズはその旨を伝えたが、その翌日には、「マカベ議長は国債の価格維持を約束した」という大統領の手紙が公開された。
このままではFRBは独立した機能を失い財務省の下部組織になると恐れたエクルズは、大統領と連邦公開市場委員会の面談録を公開することを決めた。エクルズは自分一人の判断で、面談録を取り寄せ、そのコピーを新聞社に流した。翌日、この面談録が公開されたことによって、大統領の手紙の内容は否定された。
その後政府は妥協委員会を作り、国債政策を再検討した、そして3月に財務省とFRBは合意し、新しい政策が発表された。この合意は「アコード」と呼ばれている。新しい政策はFRBの主張を多く取り入れたもので、これによりインフレは抑制された。

### 引退
アコード成立後、もう自分の役割は終わったと感じたエクルズは、1951年6月20日、トルーマン大統領に辞表を出して引退した。
引退後はユタ州に戻り、企業経営、社会貢献活動、自伝の執筆などに取り組んだ。そして1977年12月12日に死亡した。

## 政策と評価

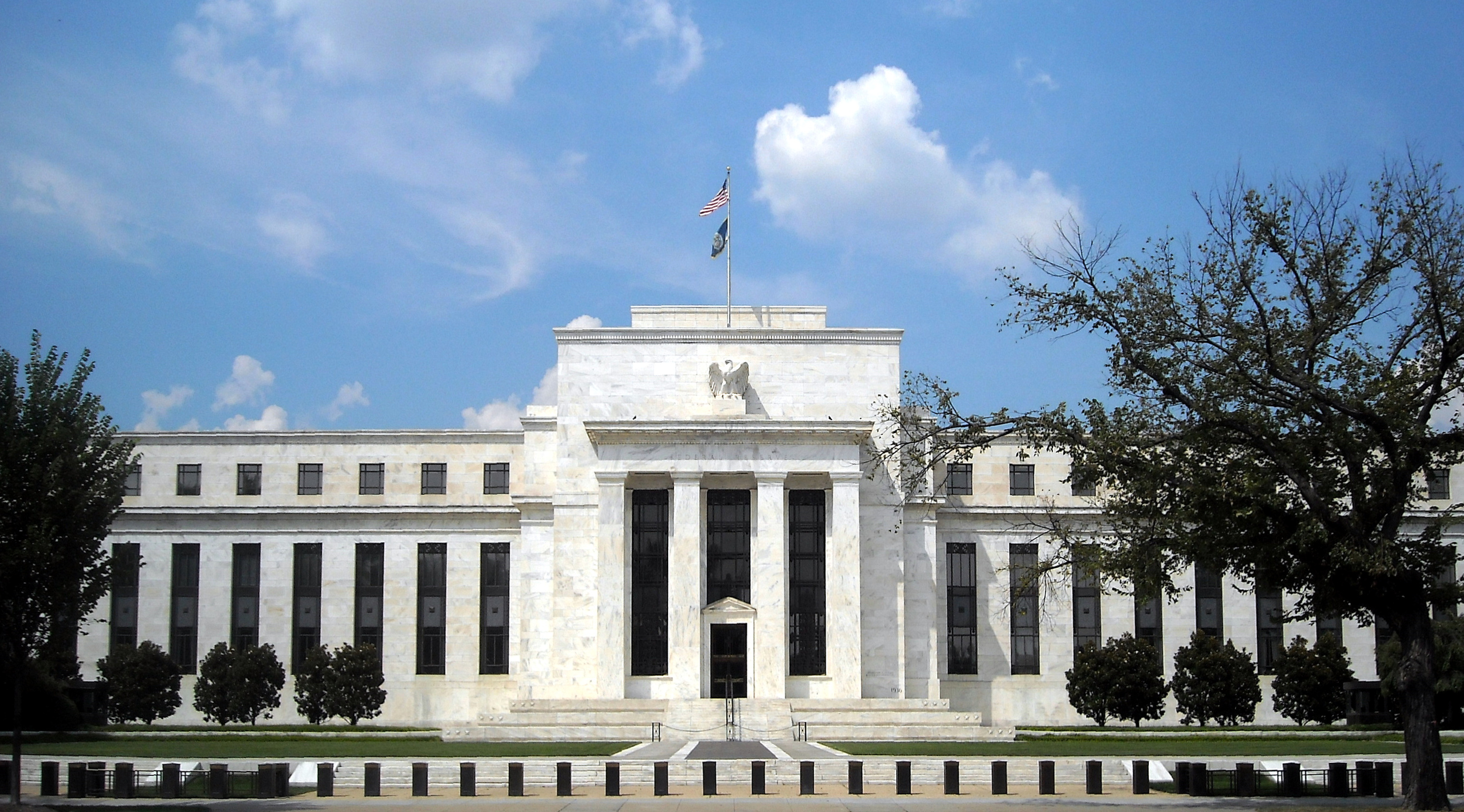
エクルズビル

エクルズが大恐慌期にルーズベルト大統領に進言した内容は、ジョン・メイナード・ケインズの考え方に近い。しかしエクルズの主張はケインズの代表作『雇用・利子および貨幣の一般理論』が出される前であり、エクルズ本人はケインズの本を読んだことはないと発言している。エクルズは自らの経験から、ケインズと同じ考えに到ったといわれている。
エクルズは、19世紀の経済学はもはや役に立たず、「抑制のない個人主義と、それに伴う自由競争から成り立つ正統派の資本主義制は、われわれの目的を実現するものではなくなる」と発言した。したがって、「新たな経済哲学、新たな経営の視点そして社会システムの根本的な変化」が必要だと考えた。
エクルズの経済政策は、デフレ期には財政赤字を拡大させ、インフレ期に均衡財政を目指すというもので、これを「弾力的予算の原則」と呼んだ。そして、戦争時に人命を守るため無制限に政府債務が使われるのと同じように、恐慌時にも失意と絶望から人命を守るために無制限に財政出動をおこなうべきだと考えた。
一方金融政策については、「糸を押すことはできない」(en:Pushing on a string)という例えを引用している。つまり、インフレ期に過度の膨張を抑えるために金融政策を実施するのは非常に効果的だが、不況時に低金利政策などの金融政策で景気を回復させようとしても効果はほとんどないと発言している。
ロバート・B・ライシュは、エクルズが世界恐慌について分析した内容は、2007年からの世界金融危機にもそのまま当てはまると述べている。また中野剛志は、エクルズによる資本主義の不安定性や政府の役割についての指摘は理論的におおむね正しく、また、エクルズはデフレ期における政策レジームを転換させた人物であったとして評価している。
これに対してジャスティン・フォックスは、エクルズは金融政策を重要視していなかったために1930年代に有効な経済政策が打てなかったと述べている。
現在の連邦準備制度理事会の建物は、エクルズにちなんで「マリナー・S. エクルズ連邦準備制度理事会ビルディング」（エクルズビル）と名付けられている。